# George Moore (scrittore)
George Augustus Moore (24 febbraio 1852 – 21 gennaio 1933) è stato uno scrittore, poeta, drammaturgo e critico d'arte irlandese.
La famiglia di origine, aristocratica e di religione cattolica, risiedeva a Moore Hall, la casa di famiglia oggi in stato di abbandono, nella contea Mayo, nel nord ovest dell'Irlanda.
George Moore studia arte a Parigi nel corso degli anni '70 dell'800, occasione che gli permise di conoscere molti preminenti artisti francesi dell'epoca. Qui entra in contatto con la corrente letteraria del Naturalismo che lo porterà infine ad essere uno dei primi scrittori di lingua inglese ad aderire al Realismo. Fu infatti molto influenzato dallo scrittore francese Émile Zola.
Secondo quanto affermato dal critico statunitense Richard Ellmann Moore influenzò molto il compatriota James Joyce e va considerato uno dei primi autori irlandesi moderni anche se fuori dal mainstream della letteratura sia irlandese che inglese. Un altro grande irlandese, coetaneo, William Butler Yeats (1865-1939) scrittore di fama mondiale, lo frequentò nella vita quotidiana, ne conobbe il carattere e gli atteggiamenti in privato e in pubblico, Moore è descritto nel libro di Yeats Autobiografie, il capitolo Dramatis Personae è ricco di notazioni e particolari su virtù e difetti dell'artista.
Nel 2011 è stato prodotto il film Albert Nobbs, ispirato al racconto di Moore "The Singular Life of Albert Nobbs" del 1918. Ad interpretare l'efebico personaggio l'attrice statunitense Glenn Close, ruolo che aveva già interpretato a teatro negli anni '80 e che le è valso la candidatura all'Oscar come migliore attrice protagonista.